# اوبونتو کایلین
اوبونتو کیلین (به انگلیسی: Ubuntu Kylin) نسخه رسمی چینی سیستم عامل کامپیوتری اوبونتو است. این سیستم عامل برای رایانه‌های رومیزی و لپ‌تاپ در نظر گرفته شده و به عنوان «ادامه ضعیف سیستم عامل چینی کایلین» توصیف شده‌است. در سال ۲۰۱۳، شرکت Canonical Ltd. با وزارت صنعت و فناوری اطلاعات چین برای ایجاد و انتشار یک سیستم عامل مبتنی بر اوبونتو با ویژگی‌هایی که بازار چین را هدف قرار داده باشد، به توافق رسید.
اولین نسخه رسمی، اوبونتو کایلین ۱۳٫۰۴ می‌باشد که ۲۵ آوریل ۲۰۱۳ با اوبونتو ۱۳٫۰۴ (Raring Ringtail) منتشر شد. ویژگی‌ها این توزیع عبارتند از روش‌های ورودی چینی، تقویم‌های چینی، نشانگر آب‌وهوا و جستجوی آنلاین موسیقی از دَش.

## تاریخ
نسخه ۲۰٫۰۴ نسخه ۳٫۰ UKUI (رابط کاربری اوبونتو کایلین) جدید خود را معرفی کرد. قبل تر UKUI سفارشی‌سازی شده از میزکار میت بود.
نسخه ۱۴٫۱۰، مرکز نرم‌افزار اوبونتو کایلین (UKSC) و ابزاری را به نام Youker Assistant معرفی کرد که به کاربران برای انجام کارهای محاسباتی روزانه کمک می‌کند.
WPS Office که نرم‌افزاری منبع بسته محسوب می‌شود، مجموعه آفیس پیش‌فرض در نسخه‌های حرفه‌ای و پیشرفته این توزیع لینوکس است.

## تاریخچه انتشار
| نسخه                                                                                         | اسم رمز           | تاریخ انتشار | پشتیبانی تا | نسخه هسته اولیه |  |
| -------------------------------------------------------------------------------------------- | ----------------- | ------------ | ----------- | --------------- |  |
| ۱۳٫۰۴                                                                                        | Raring Ringtail   | ۲۰۱۳-۰۴-۲۵   | ۲۰۱۴-۰۱-۲۷  | ۳٫۸             |  |
| ۱۳٫۱۰                                                                                        | Saucy Salamander  | ۲۰۱۳-۱۰-۱۷   | ۲۰۱۴-۰۷-۱۷  | ۳٫۱۱            |  |
| ۱۴٫۰۴ ال‌تی‌اس                                                                                 | Trusty Tahr       | ۲۰۱۴-۰۴-۱۷   | ۲۰۱۹–۰۴     | ۳٫۱۳            |  |
| ۱۴٫۱۰                                                                                        | Utopic Unicorn    | ۲۰۱۴-۱۰-۲۳   | ۲۰۱۵–۰۶     | ۳٫۱۶            |  |
| ۱۵٫۰۴                                                                                        | Vivid Vervet      | ۲۰۱۵-۰۴-۲۳   | ۲۰۱۶–۰۱     | ۳٫۱۹            |  |
| ۱۵٫۱۰                                                                                        | Wily Werewolf     | 2015-10-22   | ۲۰۱۶–۰۷     | ۴٫۲             |  |
| ۱۶٫۰۴ ال‌تی‌اس                                                                                 | Xenial Xerus      | 2016-04-21   | ۲۰۲۱–۰۴     | ۴٫۴             |  |
| ۱۶٫۱۰                                                                                        | Yakkety Yak       | ۲۰۱۶-۱۰-۱۴   | ۲۰۱۷–۰۷     | ۴٫۸             |  |
| ۱۷٫۰۴                                                                                        | Zesty Zapus       | ۲۰۱۷-۰۴-۱۳   | ۲۰۱۸–۰۱     | ۴٫۱۰            |  |
| ۱۷٫۱۰                                                                                        | Artful Aardvark   | ۲۰۱۷-۱۰-۲۰   | ۲۰۱۸–۰۷     | ۴٫۱۳            |  |
| ۱۸٫۰۴ ال‌تی‌اس                                                                                 | Bionic Beaver     | ۲۰۱۸-۰۴-۲۶   | ۲۰۲۳–۰۴     | ۴٫۱۵            |  |
| ۱۸٫۱۰                                                                                        | Cosmic Cuttlefish | ۲۰۱۸-۱۰-۱۸   | ۲۰۱۹–۰۷     | ۴٫۱۸            |  |
| ۱۹٫۰۴                                                                                        | Disco Dingo       | 2019-04-19   | ۲۰۲۰–۰۱     | ۵٫۰             |  |
| ۱۹٫۱۰                                                                                        | Eoan Ermine       | ۲۰۱۹-۱۰-۱۸   | ۲۰۲۰-۰۷-۱۷  | ۵٫۳             |  |
| ۲۰٫۰۴ ال‌تی‌اس                                                                                 | Focal Fossa       | ۲۰۲۰-۰۴-۲۳   | ۲۰۲۵–۰۴     | ۵٫۴             |  |
| ۲۰٫۱۰                                                                                        | Groovy Gorilla    | ۲۰۲۰-۱۰-۲۲   | ۲۰۲۱–۰۷     | ۵٫۸             |  |
| ۲۱٫۰۴                                                                                        | Hirsute Hippo     | ۲۰۲۱-۰۴-۲۲   | ۲۰۲۲–۰۱     | ۵٫۱۱            |  |
| ۲۱٫۱۰                                                                                        | Impish Indri      | ۲۰۲۱-۱۰-۱۴   | ۲۰۲۲–۰۷     | ۵٫۱۳            |  |
| ۲۲٫۰۴ ال‌تی‌اس                                                                                 | Jammy Jellyfish   | ۲۰۲۲-۰۴-۲۱   | ۲۰۲۷–۰۴     | ۵٫۱۵            |  |
| ۲۲٫۱۰                                                                                        | Kinetic Kudu      | ۲۰۲۲-۱۰-۲۰   | ۲۰۲۳–۰۷     | ۵٫۱۹            |  |
| ۲۳٫۰۴                                                                                        | Lunar Lobster     | ۲۰۲۳-۰۴-۲۱   | 2024-01     | ۶٫۲             |  |
| ۲۳٫۱۰                                                                                        | Mantic Minotaur   | ۲۰۲۳-۱۰-۱۲   | ۲۰۲۴–۰۷     | ۶٫۵             |  |
| ۲۴٫۰۴ ال‌تی‌اس                                                                                 | Noble Numbat      | ۲۰۲۴-۰۴-۲۵   | ۲۰۲۹–۰۵     | ۲۰۲۹–۰۵         |  |
| نگارش قدیمی، پشتیبانی نمی‌شود نگارش قدیمی‌تر، هنوز پشتیبانی می‌شود نگارش پایدار جاری انتشار آتی |                   |              |             |                 |  |

## واژه‌نامه
1. ↑  منوکاربری در اوبونتو، مشابه منوی استارت در ویندوز
2. ↑  (به انگلیسی: LTS)، مخفف: Long Term Support(به فارسی: پشتیبانی بلندمدت)